# Old Surehand
Pour plus de détails, voir Fiche technique et Distribution.
Old Surehand (titre original : Old Surehand 1. Teil, "Première partie") est un film yougo-ouest-allemand réalisé par Alfred Vohrer, sorti en 1965.
Cette adaptation libre de l'œuvre de Karl May s'inspire d'un personnage secondaire de ses romans.

## Synopsis
Un gang dirigé par le "Général" attaque un train de l'Union Bank Railway-Insurance et prend l'argent qu'il transporte. Peu après, certains membres, alors qu'ils fuient les Indiens en train de chasser les buffles, tuent le fils des fermiers Mac Hara et font croire que les meurtriers sont les Indiens.
Old Surehand parvient à se libérer des liens que lui ont fait les bandits dans le wagon et se lance à leur poursuite. Sur le chemin de Mason City, Surehand rencontre Ben, un vieux chercheur d'or, et l'amène en ville où Ben lui présente sa nièce Judith et son fiancé Toby qui est avocat auprès du juge Edwards. Le juge Edwards informe Surehand qu'il n'a toujours pas de nouvelles informations sur le meurtrier de son frère.
Tou-Wan, le fils du chef Comanche Maki-moteh, qui vient à Mason City réclamer justice contre les attaques des bandits, est assassiné par eux dans la rue en même temps que Ben. Derrière ces meurtres se trouve le "Général" qui espère créer la guerre entre les colons et les Indiens et leur vendre des armes.
Les Comanches déterrent la hache de guerre pour venger l'assassinat du fils de leur chef et enlèvent Toby et Judith qu'ils attachent sur un bûcher. Old Surehand parvient à les libérer en promettant de découvrir le vrai assassin.
Les bandits veulent se défaire de Surehand et s'en prennent à sa fille Delia en enivrant Surehand et ses compagnons une nuit dans un ancien relais de poste. Mais Surehand comprend ce qui arrive et les en empêche. Pendant ce temps, Toby est capturé par le Général et cloîtré dans une grotte de stalactites. Winnetou parvient à se faufiler inaperçu dans la grotte et détache Toby.
Le Général donne des cartouches défectueuses aux Comanches qui montent une embuscade pour attaquer le groupe du capitaine Miller. Old Surehand est averti, lui et Winnetou convainquent Maki-moteh qu'il est manipulé par le Général. Les Indiens et les soldats organisent un échange de tirs dans le but d'attirer les bandits et les vainquent ensemble. Quand le général, qui est également responsable de l'assassinat du frère de Surehand, prend Old Wabble en otage dans sa fuite, Old Surehand le tue d'un tir précis.

## Fiche technique
- Titre : Old Surehand
- Réalisation : Alfred Vohrer, assisté d'Eva Ebner et Stipe Delic
- Scénario : Fred Denger, Eberhard Keindorff, Johanna Sibelius
- Musique : Martin Böttcher
- Direction artistique : Vladimir Tadej
- Costumes : Irms Pauli
- Photographie : Karl Löb
- Effets spéciaux : Erwin Lange
- Son : Matija Barbalic
- Montage : Hermann Haller
- Production : Horst Wendlandt
- Sociétés de production : Rialto Film, Jadran film
- Société de distribution : Constantin Film
- Pays d'origine :  Allemagne de l'Ouest,  Yougoslavie
- Langue : allemand
- Format : Couleur - 2,35:1 - Mono - 35 mm
- Genre : Western
- Durée : 90 minutes
- Dates de sortie :
  - Allemagne de l'Ouest : 14 décembre 1965
  - Portugal : 5 mai 1967

## Distribution
- Stewart Granger : Old Surehand
- Pierre Brice : Winnetou
- Larry Pennell : Le "Général" Jack O'Neil
- Letícia Román : Judith
- Mario Girotti : Toby Spencer
- Wolfgang Lukschy : Le juge Edwards
- Erik Schumann : Capitaine Miller
- Paddy Fox : Old Wabble
- Velimir Bata Živojinović : Jim Potter
- Voja Mirić : Joe
- Dušan Janićijević : Clinch
- Dušan Antonijević : Maki-moteh
- Vladimir Medar : Ben
- Sime Jagarinec : Tou-Wan

## Histoire
Immédiatement après la fin du tournage de Winnetou III, commence le 23 août 1965, le tournage de Old Surehand pour que ce film sorte à Noël. Erwin Gitt (de) s'occupe de l'organisation. L'équipe a ses chambres à l'Hôtel Lev à Ljubljana. Les premières prises se font aussi à Stozice. Le tournage se termine le 27 octobre.

## Source de traduction
- (de) Cet article est partiellement ou en totalité issu de l’article de Wikipédia en allemand intitulé « Old Surehand 1. Teil » (voir la liste des auteurs).